# Romola Garai
Romola Sadie Garai, född 6 augusti 1982 i Hongkong, är en brittisk skådespelare.

## Filmografi i urval
- 2004 – Inside I'm Dancing
- 2004 – Dirty Dancing: Havana Nights
- 2004 – Vanity Fair
- 2006 – Scoop
- 2006 – Som ni behagar
- 2006 – Amazing Grace
- 2007 – Försoning
- 2008 – Hennes envisa hjärta
- 2008 – The Other Man
- 2011–2012 – The Hour (TV-serie)
- 2011 – En dag
- 2013 – The Last Days on Mars
- 2016 – Dominion
- 2017 – Miniatyrmakaren
- 2023 – Vigil (TV-serie)